# 牧可登
牧可登（？—？），字芝園，蒙古正白旗人，清朝官員。雍正元年（1723年）癸卯恩科進士。

## 生平
雍正元年（1723年），進士，授為翰林院庶吉士，散館授檢討。
雍正八年（1730年）四月，癸丑，任刑部左侍郎一職。
雍正九年十二月二日（1731年12月30日），被革職。